# Кершаль (річка)
Кершаль (рос. Кершаль) — річка у Свердловській області Росії. Гирло річки знаходиться за 410 км по правому березі річки Пелим. Довжина річки становить 27 км.
Система водного об'єкта: Пелим → Тавда → Тобол → Іртиш → Об → Карське море.

## Дані водного реєстру
За даними державного водного реєстру Росії належить до Іртиського басейнового округу, водогосподарська ділянка річки — Тавда від витоку до гирла, без річки Сосьва від витоку до водомірного поста біля села Морозково, річковий підбасейн річки — Тобол. Річковий басейн річки — Іртиш.
Код об'єкта в державному водному реєстрі — 14010502512111200011963.